# Wennenmühle
Wennenmühle ist ein Gemeindeteil der Gemeinde Alerheim im Landkreis Donau-Ries (Regierungsbezirk Schwaben, Bayern).

## Lage
Die Einöde liegt auf freier Flur, etwa 1,2 Kilometer östlich von Alerheim an der Wörnitz im Rieskessel. Am Ort führt die Kreisstraße DON 10 vorbei.

## Geschichte
Der Ort ist benannt nach dem nahegelegenen Wennenberg (469 m). Erstmals 1324 urkundlich erwähnt, wechselte die Getreidemühle mehrmals den Besitzer. 1834 wurde sie von Friedrich Hauck erworben und modernisiert. 1909 begann dessen Enkel Karl-Friedrich Hauck mit der Erzeugung von elektrischer Energie. Eine Voith-Turbine mit einer Leistung von 65 kW und ein Generator wurden installiert. Zuerst wurde Alerheim, dann Rudelstetten und schließlich die Stadt Wemding mit Strom beliefert. Bis 1930 kam eine Ossberger-Turbine mit 45 kW Leistung dazu. Im gleichen Jahr wurde das Werk in das Verbundnetz der UJAG, der heutigen EnBW ODR, eingegliedert. 1950 wurde die Ossberger-Turbine durch eine Francis-Turbine ersetzt, die im Jahr 2003 modernisiert wurde. Die Voith-Turbine von 1909 wich 1994 einer Kaplan-Turbine. Pro Jahr können bis zu 750.000 kWh Strom erzeugt werden, was dem Verbrauch von etwa 200 Haushalten entspricht. In den 2000er Jahren wurde durch den Einbau einer Fischtreppe das Wehr für Fische und Kleinlebewesen wieder durchgängiger gemacht.